# Esqui estilo livre nos Jogos Olímpicos de Inverno de 1998
O esqui estilo livre nos Jogos Olímpicos de Inverno de 1998 consistiu de quatro eventos realizados na Estação Iizuna Kogen em Nagano, no Japão.
A modalidade foi dominada pela delagação dos Estados Unidos que obteve três das quatro medalhas de ouro em disputa.

## Medalhistas
Masculino
| Evento           | Ouro                             | Prata                        | Bronze                            |
| ---------------- | -------------------------------- | ---------------------------- | --------------------------------- |
| Aerials detalhes | Eric Bergoust USA Estados Unidos | Sébastien Foucras FRA França | Dmitri Dashinski BLR Bielorrússia |
| Moguls detalhes  | Jonny Moseley USA Estados Unidos | Janne Lahtela FIN Finlândia  | Sami Mustonen FIN Finlândia       |

Feminino
| Evento           | Ouro                           | Prata                            | Bronze                  |
| ---------------- | ------------------------------ | -------------------------------- | ----------------------- |
| Aerials detalhes | Nikki Stone USA Estados Unidos | Xu Nannan CHN China              | Colette Brand SUI Suíça |
| Moguls detalhes  | Tae Satoya JPN Japão           | Tatjana Mittermayer GER Alemanha | Kari Traa NOR Noruega   |

## Quadro de medalhas
| Ordem | País               | Medalha de ouro | Medalha de prata | Medalha de bronze |    |
| ----- | ------------------ | --------------- | ---------------- | ----------------- | -- |
| 1     | USA Estados Unidos | 3               |                  |                   | 3  |
| 2     | JPN Japão          | 1               |                  |                   | 1  |
| 3     | FIN Finlândia      |                 | 1                | 1                 | 2  |
| 4     | GER Alemanha       |                 | 1                |                   | 1  |
| 4     | CHN China          |                 | 1                |                   | 1  |
| 4     | FRA França         |                 | 1                |                   | 1  |
| 7     | BLR Bielorrússia   |                 |                  | 1                 | 1  |
| 7     | NOR Noruega        |                 |                  | 1                 | 1  |
| 7     | SUI Suíça          |                 |                  | 1                 | 1  |
| TOTAL | TOTAL              | 4               | 4                | 4                 | 12 |